# Клайвер
Кла́йвер Габриэ́л дос Са́нтос Криспин (порт.-браз. Klayver Gabriel dos Santos Chrispim; 25 августа 2003, Бауру) — бразильский футболист, полузащитник львовского «Руха».

## Биография
Родился в городе Бауру, штат Сан-Паулу. Футболом начал заниматься в «Деспортиво Бразил», но впоследствии перебрался в «Ферровиарию». Выступал за молодёжную команду клуба, за которую провёл 70 матчей и отличился 8-мя голами. На взрослом уровне дебютировал 16 июля 2022 года в проигранном (0:2) выездном поединке 14-го тура 6-й группы Серии D против URT. Клайвер вышел на поле на 81-й минуте вместо Виктора Ранжела. После этого еще несколько раз попадал в заявку на матчи первой команды в Лиге Паулиста A1, но ни в одном из них на поле не выходил.
22 февраля 2024 года перешел в «Рух», с которым подписал контракт до лета 2028 года. Весной 2024 года получил травму. В составе «Руха-2» дебютировал 6 апреля 2024 года в ничейном (2:2) домашнем поединке 22-го тура Второй лиги Украины против киевского «Локомотива». Клайвер вышел на поле в стартовом составе, а на 77-й минуте его заменил Виктор Николаев. На следующий день дебютировал за первую команду «Руха», в проигранном (1:3) выездном поединке против донецкого «Шахтёра». Клайвер вышел на поле на 85-й минуте вместо Олега Федора.